# Musée technique Dimitrie-Leonida
 (décembre 2023).
Si vous disposez d'ouvrages ou d'articles de référence ou si vous connaissez des sites web de qualité traitant du thème abordé ici, merci de compléter l'article en donnant les références utiles à sa vérifiabilité et en les liant à la section « Notes et références ».
Le Musée technique Dimitrie Leonida est un musée de Bucarest, en Roumanie. Il a été fondé en 1909 par l'ingénieur roumain Dimitrie Leonida, et est l'un des premiers musées à faire une place à l'interactivité.
Il abrite en particulier une collection de photos, maquettes et brevets relatifs à Henri Coanda, ingénieur et pionnier de l'aviation, ainsi que des modèles et prototypes de Traian Vuia, Aurel Vlaicu et la voiture aérodynamique d'Aurel Persu.